# Christmas Memories
Christmas Memories – album amerykańskiej piosenkarki Barbry Streisand, wydany w 2001 roku. Był drugą płytą w jej karierze zawierającą bożonarodzeniowy repertuar. Album dotarł do 15. miejsca amerykańskiego zestawienia Billboard 200 i został w USA certyfikowany jako platynowa płyta.

## Lista utworów
1. "I'll Be Home for Christmas" - 4:12
2. "A Christmas Love Song" - 3:57
3. "What Are You Doing New Year's Eve?" - 3:54
4. "I Remember" - 4:58
5. "Snowbound" - 2:59
6. "It Must Have Been the Mistletoe" - 3:10
7. "Christmas Lullaby" - 3:30
8. "Christmas Mem'ries" - 4:45
9. "Grown-Up Christmas List" - 3:29
10. "Ave Maria" - 4:42
11. "Closer" - 3:58
12. "One God" - 3:39